# Hrabia Lancaster
Hrabiowie Lancaster 1. kreacji (parostwo Anglii)
- 1267–1296: Edmund Crouchback, 1. hrabia Lancaster
- 1296–1322: Tomasz Plantagenet, 2. hrabia Lancaster
- 1322–1345: Henryk Plantagenet, 3. hrabia Lancaster
- 1345–1361: Henryk Grosmont, 4. hrabia Lancaster
- 1361–1399: Jan z Gandawy, 5. hrabia Lancaster
- 1399–1399: Henryk Bolingbroke, 6. hrabia Lancaster